# Wokuhlsee
Der Wokuhlsee ist ein See im Nordosten des Landkreises Mecklenburgische Seenplatte innerhalb der Gemeinde Kuckssee in Mecklenburg-Vorpommern.
Der Wokuhlsee ist knapp 600 Meter lang, 110 Meter breit und an seiner tiefsten Stelle im mittleren Teil etwa zehn Meter tief, die Durchschnittstiefe beträgt etwa vier bis fünf Meter. Der Seegrund und die Ufer sind sandig bis kiesig, nur im Nordteil, wo ein Wasserlauf aus dem sumpfigen Südende des Puchower Holzes den See speist, ist es morastig.
Der See hat trübes Wasser und war einst, bis in die 1990er Jahre, überaus zahlreich mit Krebsen bevölkert. Früher fingen Einheimische die Tiere mit Körben oder zogen sie aus ihren Höhlen unter den Erlenwurzeln, die bis ins Wasser reichten, hervor. Auch der Raubfischbestand, hier vor allem Barsche und Hechte, war sehr üppig. 
Das Gewässer wurde erstmals im Jahr 1324 als wokule schriftlich erwähnt. Der Name geht wahrscheinlich auf das polabische Vokol „runder See“ zurück. Alternativ könnte er auch „Örtlichkeit, wo Barsche leben“ bedeuten.
Der Wokuhlsee ist ein Pachtgewässer des Landesanglerverband Mecklenburg-Vorpommern e. V.
Das Seeufer ist im Westen und Osten hügelig und wird hauptsächlich von Erlen und Weiden gesäumt, am Westufer stehen auch einige starke Eichen. Der See ist ein glazialer Rinnensee und entstand durch die Gletscher des Pommerschen Stadiums der Weichseleiszeit.